# 紐約地鐵B線
B線第六大道快車（英語：Sixth Avenue Express），又稱紐約地鐵B線，是紐約地鐵B分部的地鐵系統。由於該線使用IND第六大道線通過曼哈頓主要地區，因此其路線徽號為橙色。
B線只在平日日間營運，來往曼哈頓哈萊姆區145街與布魯克林布萊頓海灘布萊頓海灘，在曼哈頓以快車營運（34街及西四街），在布魯克林和曼哈頓145街與59街以慢車營運。繁忙時段，列車延長至超過145街，以布朗克斯貝德福德公園林蔭路，在布朗克斯以慢車營運。
B線以前幾乎完全在曼哈頓內營運，來往華盛頓高地的168街至曼哈頓中城的34街-先驅廣場。1967年，克里斯蒂街連接線通車後，B線開始在布魯克林沿BMT西城線（慢車）及BMT第四大道線（快車）營運。1986年至1988年間受曼哈頓大橋影響開行了黃色B線列車，在曼哈頓沿BMT百老匯線營運，在布魯克林沿BMT西城線營運；而原本的橙色B線列車則在168街和34街之間沿1967年以前的路線行走。1989年後，B線平日在47-50街-洛克斐勒中心以北使用IND第八大道線前往168街，晚上和周末則行走IND 63街線。深夜列車在西城線以接駁線形式營運。平日列車在1998年改道到匯集線，途經63街的非繁忙時段列車在2000年中止。B線自2004年起使用布萊頓線。

## 歷史
|                         |
| 1967-1979年使用（圓形） |

B線列車最早規劃為曼哈頓華盛頓高地的快車，行駛於中城的IND第六大道線上。但1940年IND第六大道線通車及1967年IND克莉絲蒂街連接道通車後，只在尖峰行駛168街-華盛頓高地至34街-赫拉德廣場的慢車，快車則由BB線取代。
克莉絲蒂街連接道通車後，BB線列車曾有一段時間與T線聯營行駛BMT西側線，自華盛頓高地行駛至康尼島。
曼哈頓橋曾於1986年與2004年關閉部份設施，B線亦將路線分成北B線（經由第六大道，稱橘B）與南B線（經由BMT百老匯線，稱黃B），前者大致走BB線，後者則走T線。
1989年10月29日IND63街線通車，B線於週末沿此線行駛至21街-皇后橋車站，一年後晚上時段亦加入。
1995年4月30日，曼哈頓橋北邊軌道關閉直到11月才再度開放，關閉期間內B線只行駛於太平洋街車站行駛至斯堤威爾車站，於BMT西側線行慢車、BMT第四大道現行快車。
1998年3月1日，B線與C線北訖站對調，B線尖峰列車改走IND匯集線。
2000年起IND63街線軌道與號誌維修，B線於非深夜時段改走中央公園西路至145街車站（尖峰至貝德福公園大道）。
2001年7月22日，曼哈頓橋再度關閉，B線採用近似於1986年的因應措施，但西側線的列車已更為W線。B線於尖峰行駛至貝德福公園大道、中午及夜晚行駛至145街。
2004年2月22日，曼哈頓橋完全開放地鐵線路，B線沿大街車站跨過曼哈頓橋，進入布魯克林，取代菱形Q線至布來頓海灘。

## 路線

### 服務形式
以下表格顯示B線所使用路線，特定時段在有陰影的格的路段內營運：
| 路線             | 起點               | 終點            | 軌道 | 時段 | 時段     |
| 路線             | 起點               | 終點            | 軌道 | 平日 | 繁忙時段 |
| ---------------- | ------------------ | --------------- | ---- | ---- | -------- |
| IND匯集線        | 貝德福德公園林蔭路 | 155街           | 慢車 |      |          |
| IND匯集線        | 145街              | 145街           | 全部 |      |          |
| IND第八大道線    | 135街              | 59街-哥倫布圓環 | 慢車 |      |          |
| IND第六大道線    | 第七大道           | 百老匯-拉法葉街 | 快車 |      |          |
| 克里斯蒂街連接線 | 格蘭街             | 格蘭街          | 全部 |      |          |
| 曼哈頓大橋       | 曼哈頓大橋         | 曼哈頓大橋      | 北   |      |          |
| BMT布萊頓線      | 德卡爾布大道       | 布萊頓海灘      | 快車 |      |          |

### 車站
更詳細的車站列表參見上方列出的路線。
| 車站服務圖例                           | 車站服務圖例                   |
| -------------------------------------- | ------------------------------ |
| 任何時候停站                           | 任何時候停站                   |
| 任何時候停站（深夜除外）               | 任何時候停站（深夜除外）       |
| 僅平日停站                             | 僅平日停站                     |
| 任何時候停站（繁忙時段的尖峰方向除外） | 任何時候停站（除時段的方向外） |
| 僅繁忙時段停站                         | 僅時段停站                     |
| 車站已關閉                             | 車站已關閉                     |
| 僅繁忙時段的尖峰方向停站               | 僅平日的尖峰方向停站           |
| 時段資料                               |                                |
|                                        |                                |
| 無障礙設施                             | 車站符合ADA標準                |
| ↑                                      | 車站在指定方向符合ADA標準      |
| ↓                                      | 車站在指定方向符合ADA標準      |
|                                        | 升降機只到夾層                 |

| B線列車        | 中文站名              | 英文站名 | 無障礙設施     | 轉乘                                                  | 連接/備註                            |
| -------------- | --------------------- | -------- | -------------- | ----------------------------------------------------- | ------------------------------------ |
| 布朗克斯       |                       |          |                |                                                       |                                      |
| 匯集線         |                       |          |                |                                                       |                                      |
| 僅繁忙時段停站 | 貝德福德公園林蔭路    |          |                | D                                                     |                                      |
| 僅繁忙時段停站 | 王橋路                |          | 無障礙設施     | D                                                     | 部分早上繁忙時段北行列車以此站為總站 |
| 僅繁忙時段停站 | 福德漢姆路            |          |                | D                                                     | Bx12選擇巴士服務                     |
| 僅繁忙時段停站 | 182-183街             |          |                | D                                                     | 以王橋路為總站的列車不停靠           |
| 僅繁忙時段停站 | 特雷蒙特大道          |          |                | D                                                     |                                      |
| 僅繁忙時段停站 | 174-175街             |          |                | D                                                     |                                      |
| 僅繁忙時段停站 | 170街                 |          |                | D                                                     |                                      |
| 僅繁忙時段停站 | 167街                 |          |                | D                                                     |                                      |
| 僅繁忙時段停站 | 161街-洋基體育場      |          | 無障礙設施     | D 4 （IRT傑羅姆大道線）                               | Bx6選擇巴士服務                      |
| 曼哈頓         |                       |          |                |                                                       |                                      |
| 僅繁忙時段停站 | 155街                 |          |                | D                                                     |                                      |
| 僅平日停站     | 145街                 |          |                | D A C （IND第八大道線）                               | 所有日間及黃昏列車的北端總站         |
| 第八大道線     |                       |          |                |                                                       |                                      |
| 僅平日停站     | 135街                 |          |                | C                                                     |                                      |
| 僅平日停站     | 125街                 |          | 無障礙設施     | A C D                                                 | M60選擇巴士服務往拉瓜迪亞機場        |
| 僅平日停站     | 116街                 |          |                | C                                                     |                                      |
| 僅平日停站     | 教堂公園道-110街      |          |                | C                                                     |                                      |
| 僅平日停站     | 103街                 |          |                | C                                                     |                                      |
| 僅平日停站     | 96街                  |          |                | C                                                     |                                      |
| 僅平日停站     | 86街                  |          |                | C                                                     | M86選擇巴士服務                      |
| 僅平日停站     | 81街-自然歷史博物館   |          |                | C                                                     | M79選擇巴士服務                      |
| 僅平日停站     | 72街                  |          |                | C                                                     |                                      |
| 僅平日停站     | 59街-哥倫布圓環       |          | 無障礙設施     | A C D 1 （IRT百老匯-第七大道線）                      |                                      |
| 第六大道線     |                       |          |                |                                                       |                                      |
| 僅平日停站     | 第七大道              |          |                | D E （IND皇后林蔭路線）                               |                                      |
| 僅平日停站     | 47-50街-洛克斐勒中心  |          | 無障礙設施     | D F <F> M                                             |                                      |
| 僅平日停站     | 42街-布萊恩特公園     |          | 升降機只到夾層 | D F <F> M 7 <7> （IRT法拉盛線，第五大道）             |                                      |
| 僅平日停站     | 34街-先驅廣場         |          | 無障礙設施     | D F <F> M N Q R W （BMT百老匯線）                     | M34/M34A選擇巴士服務 PATH，33街      |
| 僅平日停站     | 西四街-華盛頓廣場     |          | 無障礙設施     | D F <F> M A C E （IND第八大道線）                     | PATH，第9街                          |
| 僅平日停站     | 百老匯-拉法葉街       |          | 無障礙設施     | D F <F> M 6 <6> （IRT萊辛頓大道線，布利克街）         |                                      |
| 克里斯蒂街支線 |                       |          |                |                                                       |                                      |
| 僅平日停站     | 格蘭街                |          |                | D                                                     |                                      |
| 布魯克林       |                       |          |                |                                                       |                                      |
| 布萊頓線       |                       |          |                |                                                       |                                      |
| 僅平日停站     | 德卡爾布大道          |          | 無障礙設施     | Q R                                                   |                                      |
| 僅平日停站     | 大西洋大道-巴克萊中心 |          | 無障礙設施     | Q D N R W （BMT第四大道線） 2 3 4 5 （IRT東公園道線） | 長島鐵路大西洋支線，大西洋總站       |
| 僅平日停站     | 第七大道              |          |                | Q                                                     |                                      |
| 僅平日停站     | 展望公園              |          | 無障礙設施     | Q S （BMT富蘭克林大道線）                             |                                      |
| 僅平日停站     | 教堂大道              |          |                | Q                                                     |                                      |
| 僅平日停站     | 紐科克廣場            |          |                | Q                                                     |                                      |
| 僅平日停站     | 金斯公路              |          | 無障礙設施     | Q                                                     |                                      |
| 僅平日停站     | 羊頭灣                |          |                | Q                                                     |                                      |
| 僅平日停站     | 布萊頓海灘            |          |                | Q                                                     |                                      |

## 外部連結
- MTA NYC Transit - 路線介紹（英文）
- B線歷史（英文）
- MTA NYC Transit — B線時刻表（PDF） （页面存档备份，存于）（英文）

1. ↑  . mta.info.   [2017-12-08]. （原始内容存档于2016-10-16）.
2. ↑   (PDF). 大都會運輸署. 2019年9月  [2019-09-22].